# Guillermo Viscarra Fabre

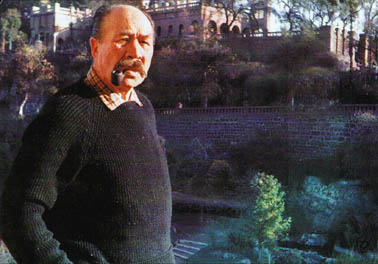
Guillermo Viscarra Fabre

Guillermo Viscarra Fabre, född 23 juni 1900 i Sorata, död 1980 i La Paz, var en boliviansk författare, poet, docent och fredskämpe. 

## Biografi
Viscarra Fabre föddes och växte upp under sina första år i byn Sorata, son till Francisco Viscarra och Carmela Fabre. Han var en av Bolivias mest uppmärksammade poeter och författare under 1900-talet. Under sin livstid skrev han ett flertal böcker, diktsamlingar och antologier. Han provade även på skådespelaryrket i den första filmen som spelades in i Bolivia: Wara Wara (1933).

## Bibliografi

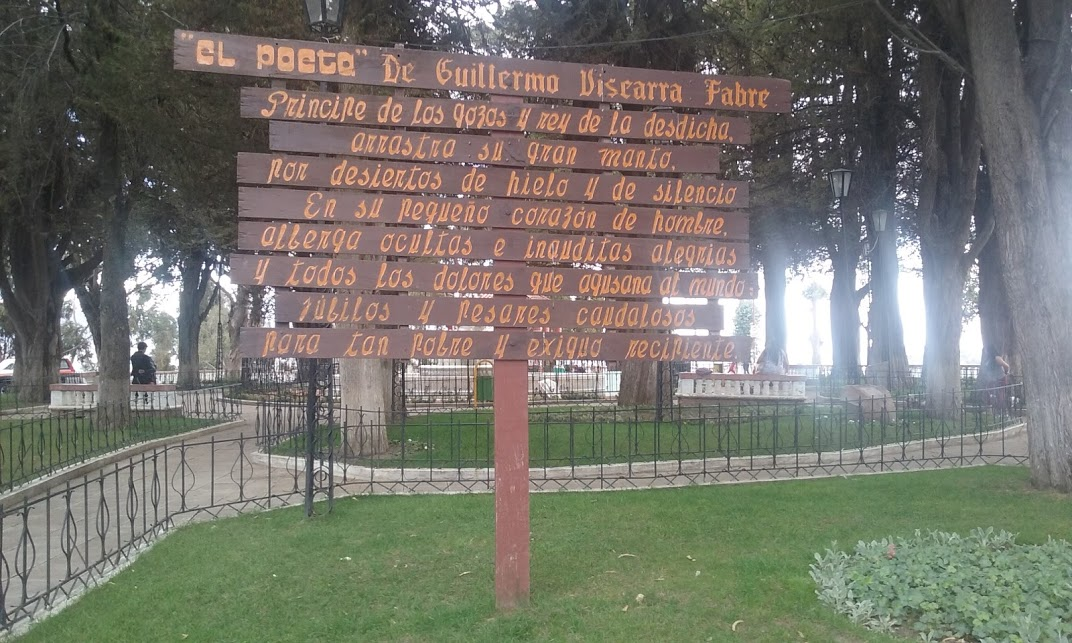
Fragment ur El Poeta (1961) i El Montículo-parken i La Paz.